# Заступник Генерального прокурора США
Заступник Генерального прокурора США — друга вища посадова особа в Міністерстві юстиції США, яка контролює щоденну роботу Міністерства. Заступник Генерального прокурора виконує обов'язки Генерального прокурора США за його відсутності.
Заступник Генерального прокурора є політичним призначенцем від Президента США і набуває повноважень після підтвердження від Сенату Сполучених штатів. Посада була створена в 1950 році. Посаду заступника генерального прокурора з 22 травня 2019 року обіймає Джефрі Розен.

## Список Заступників Генерального прокурора США
| №    | Зображення     | Ім'я                       | Початок терміну   | Кінець терміну    | Президент США            |
| ---- | -------------- | -------------------------- | ----------------- | ----------------- | ------------------------ |
| 1    |                | Пейтон Форд                | 1950              | 1951              | Гаррі Трумен             |
| 2    |                | А. Девіт Манеч             | 1951              | 1952              | Гаррі Трумен             |
| 3    |                | Росс Л. Малоун             | 1952              | 20 січня 1953     | Гаррі Трумен             |
| 4    |                | Вільям Пірс Роджерс        | 20 січня 1953     | 23 жовтня 1957    | Дуайт Ейзенхауер         |
| 5    |                | Лоуренс Уолш               | 29 грудня 1957    | 20 січня 1961     | Дуайт Ейзенхауер         |
| 6    |                | Байрон Уайт                | 20 січня 1961     | 16 квітня 1962    | Джон Ф. Кеннеді          |
| 7    |                | Ніколас Катценбах          | 16 квітня 1962    | 28 січня 1965     | Джон Ф. Кеннеді          |
| 7    | Ліндон Джонсон | Ніколас Катценбах          | 16 квітня 1962    | 28 січня 1965     |                          |
| 8    |                | Рамзі Кларк                | 28 січня 1965     | 10 березня 1967   |                          |
| 9    |                | Воррен Кристофер           | 10 березня 1967   | 20 січня 1969     |                          |
| 10   |                | Річард Кляйндінст          | 20 січня 1969     | 12 червня 1972    | Річард Ніксон            |
| 11   |                | Ральф Е. Еріксон           | 1972              | 1973              | Річард Ніксон            |
| 12   |                | Джозеф Снід                | 1973              | 1973              | Річард Ніксон            |
| 13   |                | Вільям Рукльхаус           | 9 липня 1973      | 20 жовтня 1973    | Річард Ніксон            |
| 14   |                | Лоуренс Сільверман         | 1974              | 1975              | Джеральд Форд            |
| 15   |                | Гарольд Р. Тайлер молодший | 6 квітня 1975     | 20 січня 1977     | Джеральд Форд            |
| 16   |                | Пітер Ф. Флахерті          | 12 квітня 1977    | 1978              | Джиммі Картер            |
| 17   |                | Бенджамін Сівілетті        | 1978              | 16 серпня 1979    | Джиммі Картер            |
| 18   |                | Чарльз Байрон Ренфрі       | 1980              | 1981              | Джиммі Картер            |
| 19   |                | Едвард С. Шмульц           | 1981              | 1984              | Рональд Рейган           |
| 20   |                | Керрол Е. Дінкінс          | 1984              | 1985              | Рональд Рейган           |
| 21   |                | Д. Лоуелл Дженсен          | 1985              | 1986              | Рональд Рейган           |
| 22   |                | Арнольд Бернс              | 1986              | 1988              | Рональд Рейган           |
| 23   |                | Гарольд Г. Крістенсен      | 1988              | 1989              | Рональд Рейган           |
| 24   |                | Дональд Б. Айер            | 1989              | травень 1990      | Джордж Герберт Вокер Буш |
| 25   |                | Вільям Барр                | травень 1990      | 26 листопада 1991 | Джордж Герберт Вокер Буш |
| 26   |                | Джордж Тервіллігер         | 26 листопада 1991 | 20 січня 1993     | Джордж Герберт Вокер Буш |
| 27   |                | Філліп Хейман              | 28 травня 1993    | 17 березня 1994   | Білл Клінтон             |
| 28   |                | Джеймі Горелік             | 17 березня 1994   | травень 1997      | Білл Клінтон             |
| 29   |                | Ерік Голдер                | 13 червня 1997    | 20 січня 2001     | Білл Клінтон             |
| в.о. |                | Роберт Маллер              | 20 січня 2001     | 10 травня 2001    | Джордж Вокер Буш         |
| 30   |                | Ларі Томпсон               | 10 травня 2001    | 31 серпня 2003    | Джордж Вокер Буш         |
| 31   |                | Джеймс Комі                | 9 грудня 2003     | 15 серпня 2005    | Джордж Вокер Буш         |
| в.о. |                | Роберт Макаллум молодший   | 15 серпня 2005    | 17 березня 2006   | Джордж Вокер Буш         |
| 32   |                | Пол Макналті               | 17 березня 2006   | 26 липня 2007     | Джордж Вокер Буш         |
| в.о. |                | Крейг С. Морфорд           | 26 липня 2007     | 10 березня 2008   | Джордж Вокер Буш         |
| 33   |                | Марк Філіп                 | 10 березня 2008   | 20 січня 2009     | Джордж Вокер Буш         |
| 34   |                | Девід В. Огден             | 12 березня 2009   | 5 лютого 2010     | Барак Обама              |
| в.о. |                | Гері Гріндлер              | 5 лютого 2010     | 29 грудня 2010    | Барак Обама              |
| 35   |                | Джеймс М. Коул             | 29 грудня 2010    | 8 січня 2015      | Барак Обама              |
| 36   |                | Саллі Йейтс                | 10 січня 2015     | 30 січня 2017     | Барак Обама              |
| 36   | Дональд Трамп  | Саллі Йейтс                | 10 січня 2015     | 30 січня 2017     |                          |
| в.о. |                | Дана Боент                 | 9 лютого 2017     | 25 квітня 2017    |                          |
| 37   |                | Род Розенштейн             | 26 квітня 2017    | 11 травня 2019    |                          |
| в.о. |                | Ед О'Калаган               | 13 травня 2019    | 22 травня 2019    |                          |
| 38   |                | Джефрі Розен               | 22 травня 2019    | донині            |                          |